# Black River (Stadt, Jamaika)

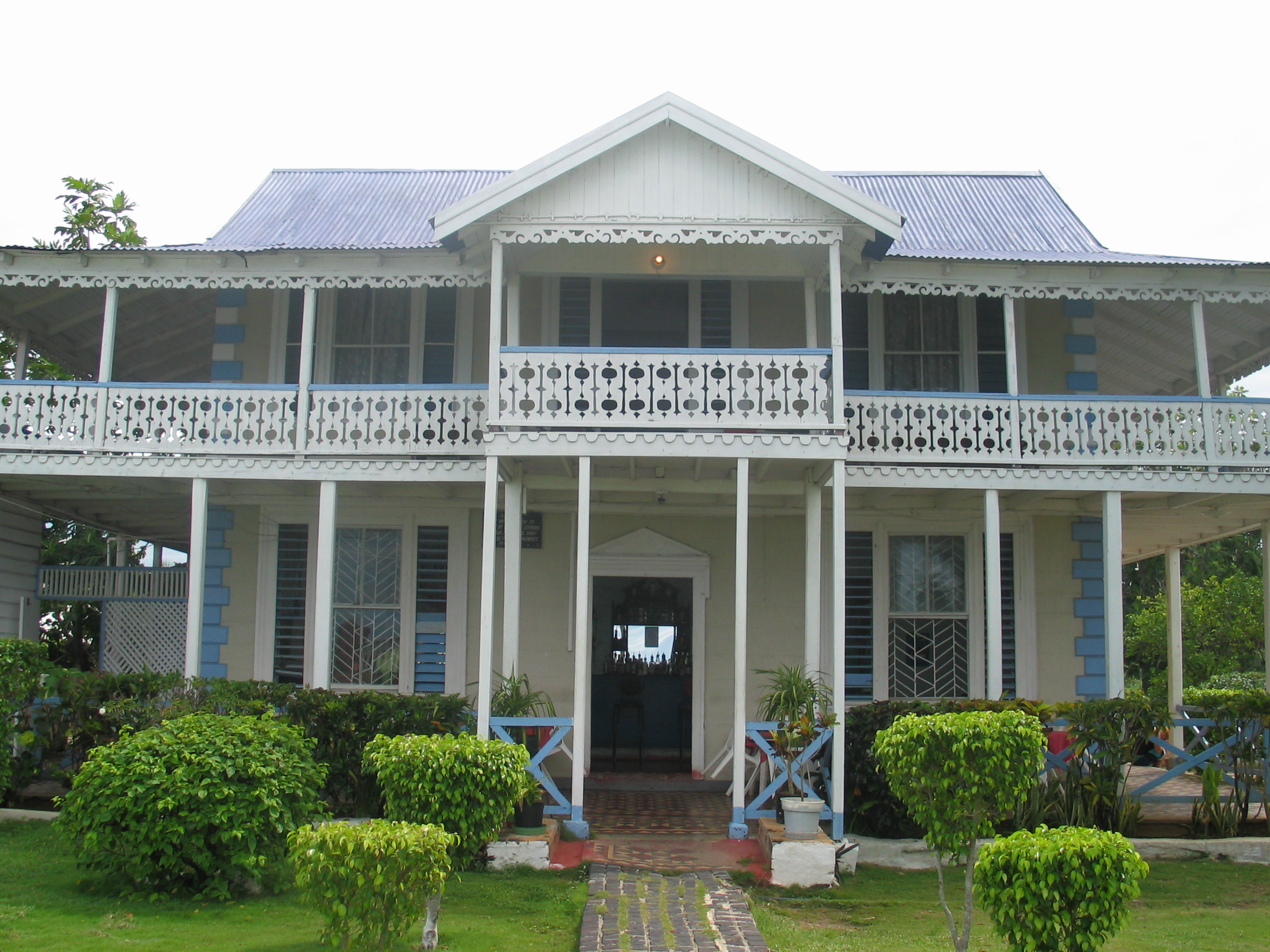
Waterloo Guest House, Black River, Jamaika. Dies ist der erste Ort, der in Jamaika mit Strom versorgt wurde.

Black River ist eine jamaikanische Stadt an der Mündung des gleichnamigen Flusses Black River in der Black River Bay. Die Gemeinde mit 5352 Einwohnern ist Hauptstadt des Saint Elizabeth Parishs. Wichtigste Einnahmequellen sind der Tourismus und die Holzindustrie.
Im 17. Jahrhundert gegründet wurde die Stadt schnell ein wichtiger Seehafen zum Verschiffen des im Hinterland angebauten Zuckers. Waterloo House war 1893 das erste elektrifizierte jamaikanische Haus. Der Besitzer von Waterloo House war auch der erste, der ein Auto auf die Insel importierte. 
Black River ist umgeben von einem Moor, das wichtiger Lebensraum für verschiedene bedrohte Lebewesen ist.

## Nachweise
1. ↑  Zensus 2011 citypopulation.de – Jamaika, Städte und urbane Siedlungen